# Skilanglauf-Balkan-Cup
Der Balkan Cup (dt. Balkan-Pokal) ist eine von der FIS ausgerichtete Rennserie im Skilanglauf.

## Allgemeines
Der Balkan Cup ist eine der derzeit neun Continental-Cup-Serien als Unterbau des Skilanglauf-Weltcups.
Start- und punkteberechtigt im Balkan Cup sind Athleten mit FIS-Lizenz aller Nationen; jedoch können nur Athleten aus den Staaten Albanien, Bosnien und Herzegowina, Bulgarien, Griechenland, Kroatien, Serbien, Türkei, Montenegro, Mazedonien, Rumänien und Moldawien über ihre Platzierungen eine Weltcup-Teilnahme erreichen. Die Punktevergabe für Rennen des Balkan Cups entspricht der bei Weltcuprennen, d. h. die 30 bestplatzierten Athleten eines Rennens erhalten Punkte, beginnend vom Sieger mit 100 Punkten bis zum 30., der noch einen Punkt erhält (siehe FIS-Punktesystem). Ausgetragen werden im Balkan Cup neben der Seniorenklasse auch Rennen im Junioren- und im U23-Bereich.

## Geschichte
Die Geschichte des Balkan Cup geht zurück auf die 1970er Jahre, als die Skiverbände gemeinsame Balkan-Skimeisterschaften (Balkan Ski Championships) austrugen. Bereits damals gehörten neben Jugoslawien auch Bulgarien, Griechenland, Rumänien und die Türkei zu den startenden Nationen. Nachdem die Meisterschaften nach 1990 an Bedeutung verloren und die politische Lage auf dem Balkan weitere Austragungen verhinderte, begannen einzelne Staaten Wettbewerbe als Balkan Open Cup auszutragen. Auf dem FIS-Kongress 2002 im slowenischen Portorož begannen zwischen den Verbänden der Balkan-Region und der Türkei Gespräche über die gemeinsame Austragung des Balkan Cup unter der Verantwortung des Internationalen Skiverbandes. Nach einem ersten Gespräch während der Nordischen Skiweltmeisterschaft 2003 entschieden die verantwortlichen Funktionäre Bengt Erik und Peter Petricek für den FIS-Kongress 2004 in Miami den Balkan Cup für einen von neun Continental Cups einzubringen. Dort wurde die Einführung beschlossen, so dass seit dem Winter 2005/06 der Balkan Cup jährlich ausgetragen wird. Nachdem der Cup mehr und mehr zu einem Erfolg wurde und durch ihn die Entwicklung des Skilanglaufs in der Region gefördert wurde, entschied man sich im Winter 2013/14 erstmals nach langem wieder Balkan-Skimeisterschaften im Skilanglauf, Ski Alpin, Snowboard und im Skispringen auszutragen.

## Ergebnisse der Gesamtwertung

### Männer
| Saison  | Erster                 | Zweiter                | Dritter                |
| ------- | ---------------------- | ---------------------- | ---------------------- |
| 2005/06 | Wesselin Zinsow        | Alexis Gkounko         | Fatih Yuksel           |
| 2006/07 | Paul Constantin Pepene | Sabahattin Oğlago      | Izzet Kizilarslan      |
| 2007/08 | Wesselin Zinsow        | Paul Constantin Pepene | Sabahattin Oğlago      |
| 2008/09 | Paul Constantin Pepene | Petrică Hogiu          | Fatih Yuksel           |
| 2009/10 | Paul Constantin Pepene | Ivan Burgov            | Darko Damjanovski      |
| 2010/11 | Wesselin Zinsow        | Ivan Burgov            | Mladen Plakalović      |
| 2011/12 | Paul Constantin Pepene | Wesselin Zinsow        | Petrică Hogiu          |
| 2012/13 | Wesselin Zinsow        | Edi Dadić              | Andrej Burić           |
| 2013/14 | Andrej Gridin          | Edi Dadić              | Milanko Petrović       |
| 2014/15 | Paul Constantin Pepene | Wesselin Zinsow        | Petrică Hogiu          |
| 2015/16 | Wesselin Zinsow        | Mladen Plakalović      | Damir Rastić           |
| 2016/17 | Wesselin Zinsow        | Damir Rastić           | Edi Dadić              |
| 2017/18 | Nikolai Wijatschew     | Martin Pentschew       | Jordan Tschutschuganow |
| 2018/19 | Strahinja Erić         | Edi Dadić              | Stefan Anić            |
| 2019/20 | Petrică Hogiu          | Strahinja Erić         | Ömer Ayçiçek           |
| 2020/21 | Paul Constantin Pepene | Strahinja Erić         | Petrică Hogiu          |
| 2021/22 | Daniel Peschkow        | Florin Robert Dolhascu | Paul Constantin Pepene |
| 2022/23 | Daniel Peschkow        | Todor Maltschow        | Paul Constantin Pepene |
| 2023/24 | Daniel Peschkow        | Mario Matikanow        | Aleksandar Grbović     |
| 2024/25 | Strahinja Erić         | Miloš Milosavljević    | Stefan Paul Ghergel    |

### Frauen
| Saison  | Erste                                         | Zweite                | Dritte                      |
| ------- | --------------------------------------------- | --------------------- | --------------------------- |
| 2005/06 | Antonija Grigorowa-Burgowa                    | Ljuboslawa Djulgerowa | Katerina Taoula             |
| 2006/07 | Kelime Çetinkaya                              | Monika György         | Raluca Farkas               |
| 2007/08 | Kelime Çetinkaya                              | Monika György         | Antonija Grigorowa-Burgowa  |
| 2008/09 | Kelime Çetinkaya                              | Monika György         | Ionela Gabriela Leanca      |
| 2009/10 | Antonija Grigorowa-Burgowa                    | Teodora Maltschewa    | Monika György               |
| 2010/11 | Teodora Maltschewa                            | Maria Boumpa          | Kamelija Iliewa             |
| 2011/12 | Antonija Grigorowa-Burgowa                    | Monika György         | Katalin Ferencz             |
| 2012/13 | Teodora Maltschewa Vedrana Malec              |                       | Antonija Grigorowa-Burgowa  |
| 2013/14 | Antonija Grigorowa-Burgowa Teodora Maltschewa |                       | Vedrana Malec               |
| 2014/15 | Tanja Karišik                                 | Timea Sara            | Vedrana Malec               |
| 2015/16 | Vedrana Malec                                 | Zozan Malkoc          | Ayse Saydam                 |
| 2016/17 | Vedrana Malec                                 | Sanja Kusmuk          | Maria Ntanou                |
| 2017/18 | Nansi Okoro                                   | Anja Ilić             | Maria Ntanou                |
| 2018/19 | Vedrana Malec                                 | Sanja Kusmuk          | Anja Ilić                   |
| 2019/20 | Vedrana Malec                                 | Maida Drndić          | Anja Ilić                   |
| 2020/21 | Tena Hadžić                                   | Tímea Lőrincz         | Anja Ilić                   |
| 2021/22 | Anja Ilić                                     | Tímea Lőrincz         | Kalina Nedjalkowa           |
| 2022/23 | Anja Ilić                                     | Tena Hadžić           | Ana Cvetanovska             |
| 2023/24 | Tena Hadžić                                   | Anja Ilić             | Kalina Nedjalkowa           |
| 2024/25 | Anja Ilić                                     | Boglarka Pall         | Nefeli Tita Ana Cvetanovska |